# Natica gualteriana
Natica gualteriana är en snäckart som beskrevs av Recluz 1844. Natica gualteriana ingår i släktet Natica och familjen borrsnäckor. Inga underarter finns listade i Catalogue of Life.